# 馬克西米利安·赫爾
馬克西米利安·赫爾（Maximilian Hell，1720年5月15日—1792年4月14日）是一位匈牙利王國天文學家，也是一位耶穌會神父。

## 生平
1756年，馬克西米利安·赫爾成為維也納天文台台長。他出版了天文表《維也納子午線星曆表》 （Ephemerides astronomicae ad meridianum Vindobonemsem）。他和助手János Sajnovics前往挪威最北端的瓦爾德（當時屬於丹麥-挪威的一部分）觀察1769年的金星凌日。
1769年10月13日，馬克西米利安·赫爾被選為丹麥皇家科學院的外籍院士。該學會資助出版1770年關於金星凌日觀測的記述《Observatio transitus Veneris ante Discum Solis die 3. Junii anno 1769》。
1771年，馬克西米利安·赫爾當選為瑞典皇家科學院外籍院士。
月球上的赫爾隕石坑就是以馬克西米利安·赫爾命名的。

## 延伸閱讀
- Moutchnik, Alexander. . Algorismus, Studien zur Geschichte der Mathematik und der Naturwissenschaften (Augsburg: Erwin Rauner Verlag). 2006, 54. ISBN 3-936905-16-9 （德语）.